# Alimentația în cosmos

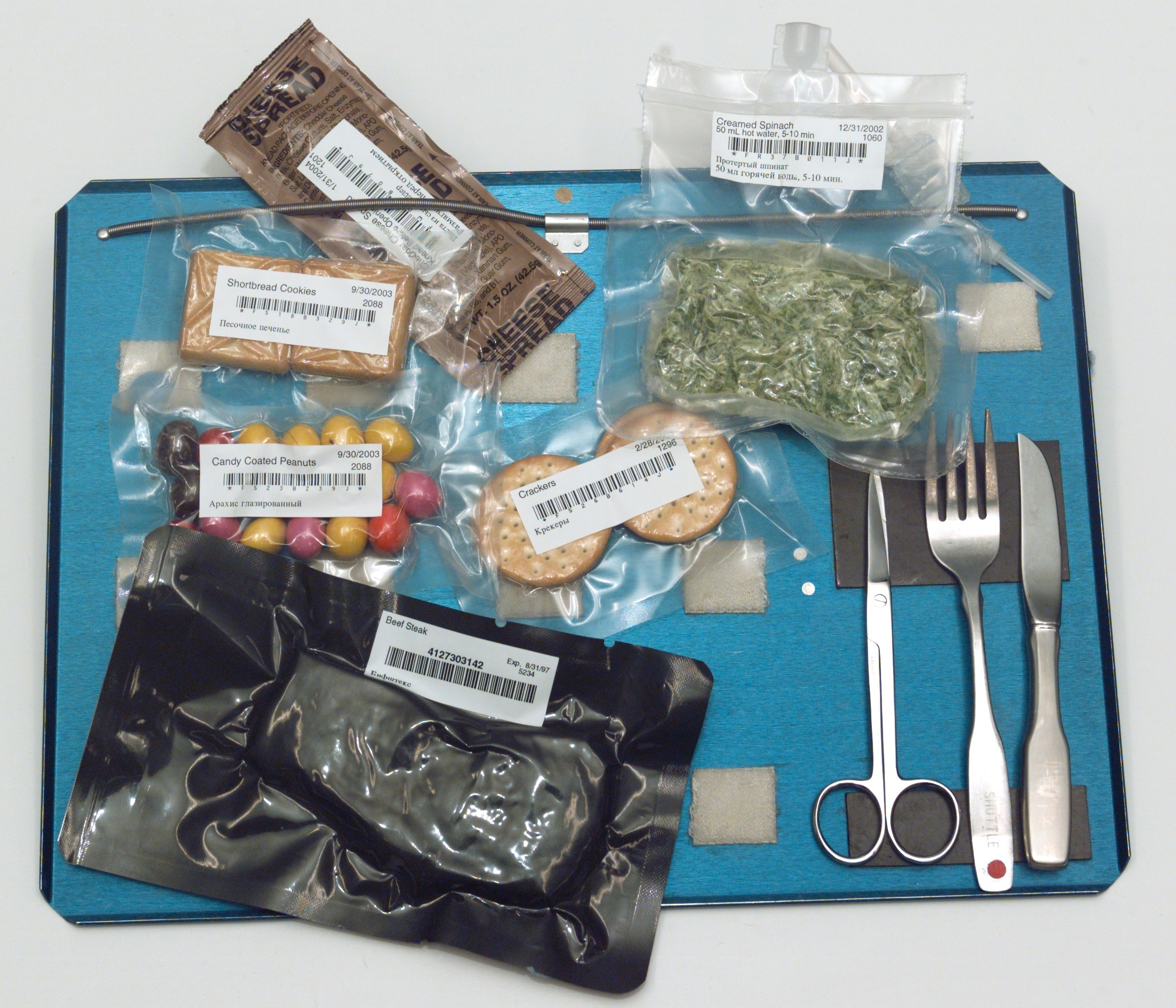
Tavă cu alimente pe o navă spațială, unde tacâmurile sunt fixate cu ajutorul magneților.

Alimentația în cosmos reprezintă a componentă esențială pentru îndeplinirea programului de activitate al astronauților la bordul navelor cosmice sau al viitorilor locuitori ai coloniilor spațiale.
Se stabilește compoziția chimică, raportul dintre diferiții nutrienți și valoarea energetică a alimentelor în funcție de particularităților fiziologice, condițiile specifice perioadei de zbor spațial sau ale condițiilor gravitaționale ale misiunii spațiale respective.
Alimentele sunt fie sub formă deshidratată și conservate la bordul navei cosmice, fie fabricate direct de sistemul de supraviețuire propriu misiunii spațiale.
Regenerarea substanțelor se poate obține fie prin reciclare în cadrul unor sisteme ecologice cuprinzând alge, plante etc. sau prin sinteza chimică a unor substanțe.
Hrana chimică trebuie să fie bogată în calorii (2500 și 2700 calorii/zi), compactă, integral asimilabilă, să producă deșeuri reduse, să se conserve bine și să permită un calcul corect al valorii și specificului rației.
Dezavantajele acestui tip de alimentație sunt:
- reacția psihologică negativă;
- lipsa factorilor excitatori ai peristaltismului;
- dispariția treptată a florei intestinale;
- încetinirea proceselor din intestine.

Din acest motiv, pe lângă alimentele chimice comprimate, se introduc produse de seră și rezerve de alimente deshidratate.